# Stanisław Kawka
Stanisław Kawka (zm. w 1520 w Krakowie) – burmistrz Kazimierza w 1516 i 1520 roku, rajca kazimierski w latach 1516-1520, wójt kazimierski w 1519 roku, piekarz.
W roli burgrabiego przewodził sądowi wójtowsko-ławniczemu w 1520 roku. W lutym tego roku został skazany przez sąd grodzki krakowski na karę śmierci za nadużycia władzy w sprawie z 1519 roku, gdy władze miejskie skazały na śmierć trzech przedstawicieli szlachty za co stanął z trzynastoma przedstawicielami władz kazimierskich przed sądem królewskim. Ścięty w 1520 roku na zamku królewskim w Krakowie